# 八幡信太
八幡 信太（やわた しんた、1845年（弘化2年10月）- 1925年（大正14年）12月20日）は、幕末の村役人、明治から大正期の農業経営者・政治家。衆議院議員。旧名・信左衛門。

## 経歴
隠岐国穏地郡代村（島根県穏地郡代村、五箇村、隠岐郡五箇村を経て現隠岐の島町）で生れた。和漢学を修め、庄屋を務めた。農林業を営む。
1868年（慶応4年）隠岐騒動では、自治政府の総会所・撃剣頭取を務めた。その後、区戸長、代村戸長、大区副区長、島根県会議員（5期）、徴兵参事員などを務めた。また三等郵便局長に在任した。
1894年（明治27年）3月、第3回衆議院議員総選挙（島根県第6区、無所属）で当選し、湖月派に所属して衆議院議員に1期在任した。